# Techniques d'intervention en loisir
 (février 2019).
Si vous disposez d'ouvrages ou d'articles de référence ou si vous connaissez des sites web de qualité traitant du thème abordé ici, merci de compléter l'article en donnant les références utiles à sa vérifiabilité et en les liant à la section « Notes et références ».
Le programme de Gestion et intervention en loisir est un programme d'étude de niveau collégial au Québec dans lequel les étudiants apprennent diverses méthodes de travail qui leur permettront d'interagir avec les différents secteurs du loisir.
Le programme vise à former des intervenants en loisir. Leurs tâches consistent, à diverses instances, à gérer des ressources humaines, financières et matérielles.
Lorsque l'étudiant aura acquis les 21 compétences distinctes relatives à sa technique, complété tous ses cours de base, et réussi l'épreuve uniforme en français l'étudiant acquerra son diplôme ainsi que le titre d'intervenant en loisir.

## Historique

### Objectifs du programme
Ce programme vise à former des personnes capables d'intervenir auprès de la population en général ou de groupes particuliers en matière de loisir. Les techniciennes et les techniciens en loisir planifient, organisent, coordonnent, animent et évaluent diverses activités à caractère sociorécréatif.

### Durée de la formation
La durée totale inclut des cours de formation générale commune à tous les programmes pour 420 heures, des cours de formation générale propre à ce programme pour 150 heures ainsi que des cours de formation générale complémentaire pour 90 heures.
Les durées correspondent à la formation théorique et au travail de laboratoire des cours; elles excluent donc les heures de travail personnel de l'étudiante ou de l'étudiant.

### Les 21 compétences développées
Pour devenir un intervenant en loisir le ministère de l'Éducation, du Loisir et du Sport considère que ces 21 compétences sont requises pour exercer la profession d'intervenant.
- Analyser la fonction de travail
- Analyser les caractéristiques de la clientèle et ses besoins en matière de loisir
- Percevoir des indices signifiants au regard de l’intervention en loisir
- Assurer la gestion des risques pour la santé et la sécurité
- Organiser des activités de loisir
- Exploiter sa créativité dans un contexte d’intervention professionnelle
- Interagir en milieu de travail
- Animer des activités de loisir
- Animer la réunion d’une équipe de travail
- Créer et adapter des outils de gestion du travail
- Assurer la gestion des ressources matérielles
- Assurer la gestion du budget des activités de loisir
- Encadrer des ressources humaines
- Analyser les tendances du loisir à la lumière d’éléments contextuels
- Mettre sur pied des activités de loisir
- Établir la programmation des activités de loisir
- Promouvoir les services liés au loisir
- Recruter des ressources humaines
- Exécuter une activité d’autofinancement
- Encadrer la réalisation d’un projet d’activités de loisir
- Intervenir en matière de loisir auprès de la clientèle

### Le processus d'intervention en loisir
« Le processus de gestion et d’animation d’activités de loisir comporte des opérations séquentielles qui constituent un processus cyclique. Chaque opération conduit à la suivante jusqu’au retour à l’opération de départ. De même, le déroulement d’une opération peut susciter un retour sur l’opération précédente, ou encore une révision de la même opération ».

#### Observer
Ceci consiste à prendre connaissance des besoins en fonction de la réalité, des ressources et de la situation. Autrement dit, avant la proposition d'un évènement ou d'une activité l'organisateur recueillera des données sur d'autres activités semblablement, à savoir les points forts et les points à améliorer de ce qui a déjà été réalisé, des comparaisons des coûts de réalisation (ex. comparer les coûts et les services offerts par les différentes compagnies d'autobus, les auberges, les lieux d'activités). L'observateur peut aussi scruter ces anciennes recommandations lors de sa dernière évaluation.
Il faut aussi observer l'endroit, les ressources : matérielles, physiques et humaines. Il faut prendre conscience des règlements et du code d'éthiques. Il s'agit aussi d'observer la clientèle, pour être sûr que son activité soit bien adaptée à sa clientèle.

#### Proposer
- But : suggérer une ou des activités de loisir à l’organisme en harmonie avec la mission de l’organisme.

Moyens utilisés : 
- Fixer un but à atteindre
- Rechercher des idées pour atteindre cet objectif et choisir
- Justifier ces choix et anticiper leurs effets
- Prévoir une solution de rechange
- Élaborer un calendrier de projet
- Convaincre et faire approuver

Résultat : on a fait approuver un projet d’animation ou d’activité et les solutions de rechange 

#### Planifier
- But : Prévoir comment et quand se dérouleront l’ensemble des opérations conduisent à la réalisation du projet d’animation ou d’activités de loisir.

Moyens d’utilisation : 
- Fixer des objectifs spécifiques
- Créer les activités
- Déterminer les ressources humaines nécessaires
- Déterminer les ressources matérielles nécessaire
- Déterminer les ressources financières nécessaires
- Prévoir les comités
- Élaborer un échéancier général des opérations
- Prévoir les moyens de contrôle des opérations
- Prévoir les moyens de contrôle de l’atteinte des objectifs

Résultat : on a dressé un plan d’action. On sait ce qu’on va faire, pourquoi on va le faire, avec qui, avec quoi et quand

#### Organiser
- But : Identifier et attribuer les ressources nécessaires à la réalisation du projet d’activités de loisir.

Moyens utilisés : 
- Préciser le déroulement de l’activité;
- Établir le réseau de responsabilité et d’autorité;
- Recruter les bénévoles et les partenaires;
- Embaucher les employés
- Dresser la liste et la séquence des tâches à réaliser;
- Distribuer les rôles aux personnes impliquées;
- Donner la formation
- Élaborer et communiquer les rôles de chacun en situation de risque et de crise;
- Établir les réseaux de communications internes, externes;
- Faire le marketing de l’activité;
- Faire l’inventaire du matériel et faire les commandes;
- Élaborer les procédures administratives;
- Trouver le financement et les commandites;
- Distribuer les ressources matérielles et financières;
- Contrôler les opérations et les corriger au besoin;
- Créer les instruments de mesure de l’atteinte des objectifs;
- Recruter les participants.

Résultat  : On a trouvé les ressources humaines, matérielles et financières. On sait comment se déroulera la ou les activités. Tout le monde sait quoi faire, avec qui et avec quoi. On est prêt à animer ou à coordonner l’activité.

#### Évaluer
Ceci consiste à utiliser différentes méthodes (grille d'évaluation, questionnaires, retour verbal, sondage) dans le but d'évaluer le déroulement de l'activité, du personnel, des bénévoles, des lieux, de la gestion du risque, de l'appréciation des participants, de l'appréciation des partenaires et des modes de financement.
L'objectif de l'évaluation consiste à recueillir suffisamment de données dans le but de permettre à la relève d'avoir une vision objective sur l'évènement. Cela permettra, entre autres, de bien relancer l'étape d'observation dans processus d'intervention en loisir lors de la répétition de l'évènement.

### Rôles de l'intervenant en loisir
Selon la FQLI :
1. Personne-ressource Favoriser la pratique autonome des loisirs des résidents en mettant à leur disposition des locaux, équipements, services ponctuels et connaissances diverses.
2. Animateur de milieu Supporter l’organisation et l’animation des loisirs des résidents en prenant charge des opérations que ceux-ci ne peuvent assumer.
3. Intervenant-clinicien Contribuer à la solution de diverses problématiques en utilisant les loisirs comme moyen d’action et participer à l’éducation au loisir.
4. Multiplicateur Augmenter la capacité de production du Service d’animation-loisirs en recrutant des collaborateurs, en s’associant à des organismes partenaires, en négociant des subventions et en ralliant le plus grand nombre de ressources possible.
5. Gestionnaire Assurer la bonne marche des opérations en concevant et en appliquant les mécanismes d’encadrement nécessaires aux activités du service.
6. Concepteur de programmes Procéder régulièrement à la mise à jour des différents programmes et activités en effectuant les recherches nécessaires pour identifier l’évolution des besoins des résidents et en développant des instruments qui correspondent aux réalités nouvelles.

## Secteurs d'emplois
Les secteurs d'emploi sont plus que variés, l'intervenant en loisir peut autant travailler dans le domaine municipale, scolaire, institutionnel, du plein-air, travailleur autonome, récréo-tourisme, etc. Autrement dit, l'intervenant en loisir peut travailler dans une municipalité, dans un établissement scolaire (de primaire à collégiale surtout, dans un centre hospitalier ou dans une résidence de personne âgée, dans une base de plein-air, dans un centre communautaire, dans le domaine hôtelier, etc.). Les secteurs d'emplois sont plus que varié et offre à l'intervenant en loisir plusieurs possibilités de travail dans des domaines différents.

### Liste de secteurs d'emplois
- Institutionnel
  - Centre hospitalier
  - Centre de jour
  - Centre de longue du durée
  - Résidence pour personne âgée

- Garderie et centre de petite enfance

- Communautaire
  - Maison de jeune
  - Camps de jours
  - Centre de loisirs
  - Organismes Communautaires

- Scolaire
  - École primaire
    - Garderie

  - École secondaire
    - Intervenant en loisir secteur sportif
    - Intervenant en loisir secteur culturel

  - Collégial ou Cégep
    - Intervenant en loisir secteur sportif
    - Intervenant en loisir secteur culturel
    - Intervenant en loisir secteur environnement et développement durable(plus rare)

- Secteur privé
  - Centre d'escalade
  - Compagnie d’animation privé
  - Compagnie privé d'organisation d'évènement

- Carcérale
  - Prisons
  - Centre jeunesse

- Municipal
  - Responsable/coordonnateurs des sports
  - Responsable/coordonnateurs du communautaire
  - Responsable/coordonnateurs des événements Spéciaux
  - Responsable/coordonnateurs des camps de jours

## Associations et regroupement de loisir

### Association des technicien(ne)s en loisir
- L'association des technicien(ne)s en loisir du Cégep du Vieux Montréal.
- L'association des diplômés en loisir du Cégep de Rivière-du-Loup. ADEL
- L'association des diplômés en Techniques d'intervention en loisir du Cégep de Saint-Laurent (ADTILCSL)[5]

Ils sont les seuls parmi les 6 institutions collégiales qui représentent les diplômés en intervention en loisir au Québec.

### La coupe RIEL (Coupe du Regroupement des Intervenants en Loisir)
La Coupe RIEL est une compétition amicale qui se déroule à chaque année. Cette compétition regroupe des délégations de plusieurs établissements qui donnent une formation en loisir. RIEL veut dire Rassemblement des Intervenants En Loisir. Cette compétition permet, entre autres, de former de nouvelles amitiés, ainsi que des contacts qui serviront dans le futur. L'organisation de la Coupe RIEL est confiée à un établissement différent chaque année, ce qui permet des changements et améliorations de la part des hôtes de la compétition.
|       | Hôtes et vainqueur de la Coupe Riel | Hôtes et vainqueur de la Coupe Riel | Hôtes et vainqueur de la Coupe Riel |
| ----- | ----------------------------------- | ----------------------------------- | ----------------------------------- |
| Année | Hôte                                | Vainqueur                           |                                     |
| 2005  | UQTR                                | Rivière-du-loup                     |                                     |
| 2006  | St-Laurent                          | St-Laurent                          |                                     |
| 2006  | Rivière-du-Loup                     | Dawson                              |                                     |
| 2007  | Vieux Montréal et Dawson            | Collège Laflèche                    |                                     |
| 2008  | U.Q.T.R.                            | St-Laurent                          |                                     |
| 2009  | St-Laurent                          | Rivière-du-loup                     |                                     |
| 2010  | Rivière-du-loup                     | ????                                |                                     |

#### Disciplines
- Socio-culturelles : Improvisation, Sculpture (ballons, pâte à modeler, autre), Conférence sur le loisir, Maquillage/déguisement, Jeux coopératifs, confection de logo informatisés, Confection de cocktails
- Sportives : kin-ball, hockey, flag football, water polo, badminton, triple sport, tchouk, ultimate freezbee, volleyball

### Le conseil de concentration
Le CÉTIL est le nom du comité étudiant de Techniques d'intervention en Loisir du Cégep du Vieux Montréal.
Le CCEEPTIL est le Conseil de concentration des étudiants et des étudiantes en Techniques d'intervention en Loisir du Cégep de Rivière-du-Loup.
Le CEL est le Comité des étudiants en loisir du Cégep de Saint-Laurent.